# Врховина (Гарчин)
Врховина (хрв. Vrhovina) је насељено место у општини Гарчин, Бродско-посавска жупанија, Хрватска.

## Историја
До територијалне реорганизације у Хрватској била је у саставу старе општине Славонски Брод.

## Становништво
У попису становништва из 2011. године, Врховина је имала 261 становника.
| Број становника према пописима | Број становника према пописима | Број становника према пописима | Број становника према пописима | Број становника према пописима | Број становника према пописима | Број становника према пописима | Број становника према пописима | Број становника према пописима | Број становника према пописима | Број становника према пописима | Број становника према пописима | Број становника према пописима | Број становника према пописима | Број становника према пописима | Број становника према пописима |
| ------------------------------ | ------------------------------ | ------------------------------ | ------------------------------ | ------------------------------ | ------------------------------ | ------------------------------ | ------------------------------ | ------------------------------ | ------------------------------ | ------------------------------ | ------------------------------ | ------------------------------ | ------------------------------ | ------------------------------ | ------------------------------ |
| 1857                           | 1869                           | 1880                           | 1890                           | 1900                           | 1910                           | 1921                           | 1931                           | 1948                           | 1953                           | 1961                           | 1971                           | 1981                           | 1991                           | 2001                           | 2011                           |
| 279                            | 350                            | 323                            | 417                            | 513                            | 564                            | 570                            | 625                            | 503                            | 502                            | 481                            | 386                            | 333                            | 280                            | 302                            | 261                            |

### Попис1991.
У попису становништва из 1991. године, Врховина је имала 280 становника, следећег националног састава:
| Попис 1991.‍ | Попис 1991.‍ | Попис 1991.‍ | Попис 1991.‍ | Попис 1991.‍ |
| ----------- | ----------- | ----------- | ----------- | ----------- |
|             |             |             |             |             |
| Хрвати      | Хрвати      |             | 245         | 87,50%      |
| Срби        | Срби        |             | 25          | 8,92%       |
| Југословени | Југословени |             | 10          | 3,57%       |
| укупно: 280 |             |             |             |             |

### Попис1910.
| Врховина | Врховина |
| --- | --- |
| језик | вера |
| укупно: 564 Хрватски 457 (81,02%) Српски 94 (16,66%) Мађарски 7 (1,24%) Немачки 2 (0,35%) Словачки 2 (0,35%) Чешки 1 (0,17%) Словеначки 1 (0,17%) | <div style="border:solid transparent;position:absolute;width:100px;line-height:0;<div style="border:solid transparent;position:absolute;width:100px;line-height:0;<div style="border:solid transparent;position:absolute;width:100px;line-height:0;<div style="border:solid transparent;position:absolute;width:100px;line-height:0;<div style="border:solid transparent;position:absolute;width:100px;line-height:0; укупно: 564 Римокатолици 470 (83,33%) Православци 94 (16,66%) - (-%) |